# Медник чорноволий
Медник чорноволий (Nesoptilotis leucotis) — вид горобцеподібних птахів родини медолюбових (Meliphagidae). Ендемік Австралії, поширений у південних регіонах материка.

## Підвиди
Вид має три визнані підвиди. N. l. leucotis зустрічається у східній частині Австралії від Вікторії до центрального Квінсленду та півострова Ейр на заході. Рівнина Налларбор відокремлює цю популяцію від підвиду novaenorciae, що мешкає в Західній Австралії, відрізняючись від leucotis розміром, будучи на 20 % меншим за номінальний підвид. Обидві популяції дуже схожі зовні, але мають значні генетичні відмінності.  Третій визнаний підвид thomasi, трапляється на острові Кенгуру в південній Австралії.

## Опис
Це медолюб середнього розміру, довжиною від 19 до 22 см. Важить приблизно 20 г, а дзьоб приблизно 17 мм. Самці та самиці схожі. Оперення переважно оливково-зелене зверху та знизу, крила та хвіст мають суміш коричневого, жовтого та оливкового кольору, тім'я темно-сіре з чорними смугами, щоки та горло чорні з білими вушними криючими. Має червону або коричневу райдужку, чорний дзьоб і темно-сірі ноги.